# Mariene ecoregio Cape Howe
De Mariene ecoregio Cape Howe (204) (Engels: Cape Howe marine ecoregion) is een biogeografische regio en ligt in het zuidwesten van de Grote Oceaan in de Mariene provincie Zuidoostelijk Australische Plat (56) in het Marien rijk Gematigd Australazië. De mariene ecoregio is vastgesteld door het World Wide Fund for Nature en The Nature Conservancy en is vernoemd naar Cape Howe.
In het noordoosten grenst het gebied aan de mariene ecoregio Manning-Hawkesbury (203) en in het zuiden en zuidwesten aan de mariene ecoregio Straat Bass (205).

## Geografie
De mariene ecoregio ligt in het zuidwesten van de Grote Oceaan voor de zuidoostkust van Australië. Het gebied ligt in de Tasmanzee en strekt zich uit van de stad Wollongong tot aan Cape Liptrap bij schiereiland Wilsons Promontory en tot aan het noordoostelijke uiteinde van Tasmanië en omvat onder andere Lake Illawarra, Jervisbaai, Mallacoota Lake en de wateren rond Flinderseiland en de andere Furneauxeilanden.
Door het gebied stroomt de uitbreiding van de Oost-Australische stroom.

## Biogeografie
Het gebied kent zeeleven dat houdt van gematigde temperaturen.